# Érsekcsanád
Érsekcsanád (kroatiska: Čenad) är en ort (by) i provinsen Bács-Kiskun i södra Ungern. Orten har 2 772 invånare (2024), på en yta av 58,29 km². Den ligger cirka 8,5 kilometer norr om Baja.